# 下関市立市民病院
地方独立行政法人下関市立市民病院（ちほうどくりつぎょうせいほうじん しものせきしりつしみんびょういん）は、山口県下関市向洋町（東駅地区）にある病院（総合病院）。災害拠点病院及び地域医療支援病院に指定されている。

## 沿革
- 1901年（明治34年）10月28日 - 赤間関市（現・下関市）上田中町高尾に伝染病院「赤間関市立高尾病院」設立[1]。
- 1933年（昭和8年）5月 - 市立高尾病院の一部を使用して、一般疾病に対する診療所「下関市立診療所」を開設[1]。
- 1942年（昭和17年） - 下関市新町（後に下関市立図書館が設置された場所）に「日本医療団小倉記念病院下関分院」設立。後に「日本医療団下関病院」に改組[1]。
- 1948年（昭和23年）6月 - 日本医療団下関病院を下関市が買収、「下関市立病院」に改組[1]。
- 1950年（昭和25年）3月20日 - 下関市立高尾病院、下関市立診療所、下関市立病院を統合し、「下関市立中央病院」発足。旧下関市立病院を新町分院とする[2]。
- 1961年（昭和36年）3月 - 本格的な増改築を実施、旧中央病院が新病院になる[2]。
- 1963年（昭和38年）1月 - 県から総合病院の名称の使用が認められる[2]。
- 1965年（昭和40年）2月 - 救急指定病院に指定。
- 1966年（昭和41年）3月 - 新町分院を廃止[2]。
- 1981年（昭和56年）1月 - 結核病床36床を一般病床に転床、設立以来の結核病床が閉鎖となる[2]。
- 1988年（昭和63年）4月 - 旧病院の北に隣接する下関市営球場跡地に移転。
- 1998年（平成10年）4月 - 災害拠点病院の指定を受ける。
- 2003年（平成15年）8月 - 病院機能評価の認定を受ける。
- 2006年（平成18年）8月 - 地域がん診療連携拠点病院の指定を受ける。
- 2012年（平成24年）4月 - 地方独立行政法人法に基づいて下関市の設立した地方独立行政法人に移管、「地方独立行政法人下関市立市民病院」へ移行。DPC準備病院、医療費預かり金制度開始。
- 2013年（平成25年）3月 - クレジットカード払い制度開始。
  - 7月 - 院内コンビニエンスストア（ローソン）オープン。
  - 11月 - ICU10床運用開始。
- 2014年（平成26年）6月 - 一般病棟入院基本料 7対1入院基本料算定開始。
  - 8月 - リハビリテーションセンター改築。
- 2015年（平成27年）3月 - 地域がん診療連携拠点病院の指定終了。
  - 11月 - 10月に完成した新館にて化学療法センター（12床）、透析センター（32床）の稼働開始。
- 2016年（平成28年）5月 - 健診センター開設。
  - 6月 - 日本医療機能評価機構認定（機能種別版評価項目3rdG：Ver.1.1）。
  - 7月 - 緩和ケア病棟開設。
  - 11月 - 救急センター改修。
- 2017年（平成29年）2月 - 地域医療支援病院の承認。
- 2018年（平成30年）7月 - 番号表示システム導入。
- 2019年（平成31年／令和元年）11月 - MRI増設。
- 2023年（令和5年）12月 - 「新下関市立病院に関する基本構想」[3]の素案を公表。下関市立市民病院とJCHO下関医療センター（上新地町）を統合の上、2029年度を目標年度として、JR幡生駅に隣接する幡生操車場跡地（市有地）に新たな市立病院の開設を目指すことになった[4]。

## 設置診療科
- 内科（膠原病内科・糖尿病内科・血液内科・腎臓内科・）
- リウマチ科
- アレルギー科
- 緩和ケア内科
- ペインクリニック内科
- 呼吸器内科
- 循環器内科
- 消化器内科
- 神経内科
- 精神科
- 小児科
- 外科
- 脳神経外科
- 呼吸器外科
- 心臓血管外科
- 小児外科
- 整形外科
- リハビリテーション科
- 皮膚科
- 泌尿器科
- 産婦人科
- 眼科
- 耳鼻咽喉科
- 放射線診断科
- 放射線治療科
- 麻酔科
- 乳腺外科
- 救急科
- 病理診断科
- 歯科・歯科口腔外科

## 学会認定状況
この節の出典
- 日本がん治療認定医機構認定研修施設
- 日本医学放射線学会放射線科専門医修練機関
- 日本臨床腫瘍学会認定研修施設
- 日本臨床細胞学会認定施設
- 日本感染症学会専門医研修施設
- 日本皮膚科学会専門医認定研修施設
- 日本病理学会研修登録施設
- 日本麻酔科学会認定病院
- 日本耳鼻咽喉科学会専門医研修施設
- 日本眼科学会専門医制度研修施設
- 日本泌尿器科学会専門医教育施設
- 日本脳神経外科学会専門医研修施設
- 日本整形外科学会専門医研修施設
- 日本環境感染学会認定教育施設
- 日本乳癌学会関連施設
- 呼吸器外科専門医合同委員会認定修練関連施設
- 日本消化器外科学会専門医制度指定修練施設
- 日本外科学会外科専門医制度修練施設
- 日本内科学会認定医制度教育関連病院
- 日本透析医学会教育関連施設
- 関連10学会構成日本ステントグラフト実施基準管理委員会腹部ステントグラフト実施施設
- 関連10学会構成日本ステントグラフト実施基準管理委員会胸部ステントグラフト実施施設
- 日本リウマチ学会教育施設
- 日本循環器学会認定循環器専門医研修施設
- 日本腎臓学会研修施設
- 日本臨床衛生検査技師会日臨技精度保証施設
- 三学会構成心臓血管外科専門医認定機構基幹施設
- 日本消化器病学会認定施設
- 日本消化器内視鏡学会指導施設
- 下肢静脈瘤に対する血管内焼灼術の実施基準による実施施設
- 日本胆道学会認定指導医制度指導施設
- 日本救急医学会救急科専門医指定施設
- 日本脊椎脊髄病学会脊椎脊髄外科専門医基幹研修施設
- 浅大腿動脈ステントグラフト実施基準管理委員会ステントグラフト施設
- 日本呼吸器学会関連施設
- 日本不整脈心電学会認定不整脈専門医研修施設
- 日本緩和医療学会認定研修施設
- 日本栄養士会栄養サポートチーム担当者研修認定教育施設
- 日本口腔外科学会認定研修施設
- 一次脳卒中センター（PSC）
- 日本インターベンショナルラジオロジー（IVR）学会専門医修練施設
- 日本脊椎脊髄病学会椎間板酵素注入療法実施可能施設
- 日本呼吸器内視鏡学会関連認定施設

## 医療機関の認定
この節の出典
- 保健医療機関
- 労災保険指定医療機関
- 臨床研修病院
- 指定自立支援医療機関（厚生医療）
- 指定自立支援医療機関（育成医療）
- 指定自立支援医療機関（精神通院医療）
- 精神保健指定医の配置されている医療機関
- 指定疾患治療研究事業委託医療機関
- 指定養育医療機関
- 難病の患者に対する医療等に関する法律に基づく指定医療機関
- 原子爆弾被害者医療指定医療機関
- 特定感染症指定医療機関、第一種感染症指定医療機関又は第二種感染症指定医療機関
- 単独型臨床研修施設又は管理型臨床研修施設
- 災害拠点病院
- へき地医療拠点病院
- 身体障害者福祉法指定医の配置されている医療機関
- 生活保護法指定医療機関
- 結核指定医療機関
- 指定小児慢性特定疾患医療機関
- 母体保護法指定医の配置されている医療機関
- 地域医療支援病院